# Cryptocarya renicarpa
Cryptocarya renicarpa är en lagerväxtart som beskrevs av André Joseph Guillaume Henri Kostermans. Cryptocarya renicarpa ingår i släktet Cryptocarya och familjen lagerväxter. Inga underarter finns listade i Catalogue of Life.